# Monopol och storfinans – de 15 familjerna
Monopol och storfinans – de 15 familjerna är en bok från 1965 av C.-H. Hermansson, partiledare för Vänsterpartiet Kommunisterna (dåvarande Sveriges Kommunistiska Parti). Boken hade en föregångare i Hermanssons böcker Koncentration och storföretag från 1959 och Monopol och storfinans från 1962 och utkom i reviderade upplagor 1966 (2:a upplagan) och 1971 (3:e upplagan).
C.-H. Hermansson ville med boken belysa en koncentration av inflytande inom svenskt näringsliv till ett fåtal ägarfamiljer.

## C.-H. Hermanssons inflytelserika familjer
C.-H. Hermansson listar i sin bok 18 ägarfamiljer, vilka han ansåg vid denna tid vara mäktiga ägare av svenska företag:

- Wallenberg
- Bonnier
- Ax:son Johnson
- Söderberg
- Broström
- Dunker
- Hammarskiöld
- Jacobsson
- Kempe
- Klingspor
- Roos
- Sachs
- Schwartz
- Throne-Holst
- Wenner-Gren
- Wehtje
- Åhlén
- Åselius

Av de av C.-H. Hermansson uppräknade familjerna är endast de fyra förstnämnda aktuella som inflytelserika ägarfamiljer i svenskt näringsliv 50 år efter bokens publicering.[källa behövs]